# جاك مكجي
جاك مكجي (بالإنجليزية: Jack McGee)‏ هو ممثل أمريكي، ولد في 2 فبراير 1949 في الولايات المتحدة.

## أعمال

### أفلام
- (1987) الزوايا الخمس
- (1992) غريزة أساسية[4][5][6]
- (1995) رامبيلستيلتسكين
- (1996) المطلب[7]
- (2000) كايوتي أجلي[8]
- (2001) الرجل الذي لم يكن هناك
- (2004) تصادم[9]
- (2005) دومينو[10]
- (2008) 21[11]
- (2009) الدولي[12]
- (2010) المقاتل[13]
- (2011) كرة المال[14]
- (2011) ليلة رأس السنة[15]
- (2011) محرك غاضبون[16]
- (2013) فرقة العصابات[17]
- (2014) فقط قبل أن أرحل

### مسلسلات
- أم
- موردر
- روزان
- التحقيق في موقع الجريمة
- ميامي
- نيويورك
- عقول إجرامية
- فيرونيكا مارس
- كاسل
- كولد كيس
- هاواي فايف أو

## وصلات خارجية
- جاك مكجي على موقع IMDb (الإنجليزية)
- جاك مكجي على موقع ألو سيني (الفرنسية)
- جاك مكجي على موقع أول موفي (الإنجليزية)
- جاك مكجي على موقع قاعدة بيانات برودواي على الإنترنت (الإنجليزية)
- جاك مكجي على موقع قاعدة بيانات الأفلام السويدية (السويدية)
- جاك مكجي على موقع إن إن دي بي (الإنجليزية)
- جاك مكجي على موقع قاعدة بيانات الفيلم (الإنجليزية)
- جاك مكجي على موقع كينوبويسك (الروسية)